# Cross (jezioro w stanie Nowy Jork)
Cross – jezioro położone na granicy hrabstw Cayuga i Onondaga, w stanie Nowy Jork, w Stanach Zjednoczonych. Przez jezioro przepływa rzeka Seneca.
Jezioro zamieszkują m.in. sandacze amerykańskie, bassy małogębowe, bassy wielkogębowe, miękławki czy okonie żółte.